# مجمع مراسي جاليريا
مُجَمَّع مراسي جاليريا (بالإنجليزيَّة: Marassi Galleria Mall) هو مُجمَّع تجاري كبير يقع في جزيرة ديار المُحرَّق في مملكة البحرين.
يقع المُجمَّع على بُعد 10 دقائق من مطار البحرين الدولي. ويحتوي على 450 محلًا، ويتضمن مجموعة من العلامات التجاريَّة الثمينة عالميًا.
افتُتح المُجمَّع في 21 فبراير 2023 بحضور ولي العهد البحريني سلمان بن حمد آل خليفة. يمتلك المُجمَّع شركة إيجل هيلز الإماراتيَّة، والذي يرأس مجلس إدارتها رجُل الأعمال محمد العبَّار.

## مرافق المجمع
يمتد المُجمَّع على مساحة قدرها 114 ألف متر مربع، بينما تمتد مساحة الطوابق على 200 ألف متر مربع. يحتوي المُجمَّع على 5,700 موقف للسيارات.